# Prosauropoda
Plateosauridae, også kaldet Prosauropoda, var en familie af tidlige dinosaurer af underordenen Sauropodomorpha. De levede i Asien, Europa og Sydamerika i sen trias-perioden. Selvom adskillige dinosaurer er blevet klassificerede som tilhørende denne familie over årene, så viste et studie fra 2007 udført af Adam M. Yates kun Plateosaurus og Unaysaurus som medlemmer. Et andet studie fra 2003 udført af Yates slog Sellosaurus sammen med Plateosaurus (som P. gracilis). I 2011 blev Jaklapallisaurus, der er en plateosaur fra Indien, navngivet.

## Klassificering
Plateosauridae, der blev navngivet første gang af Othniel Charles Marsh i 1895 blev defineret af Sereno, 1998 som alle dyr der var tættere beslægtet med Plateosaurus engelhardti end med Massospondylus carinatus. Galton og Upchurch foreslog i 2004 følgende definition: alle dyr der er tættere beslægtet med Plateosaurus engelhardti end med Massospondylus carinatus og Yunnanosaurus huangi. Yates definerede i 2007 dem som alle dyr, der er tættere beslægtet med Plateosaurus engelhardti end med Diplodocus longus. Nylige kladestikanalyser indikerer at kladen Prosauropoda, som blev navngivet af Huene i 1920 og blev defineret af Sereno i 1998, som alle dyr der var tættere beslægtet med Plateosaurus engelhardti end med Saltasaurus loricatus, er et synonym for Plateosauridae, da begge indeholder den samme taksonomi. Plateosauridae var fundet i en monofyletisk gruppe i den store fylogenetiskw analyse af tidlige dinosaurer som blev udført af  Baron, Norman & Barrett (2017) i det videnskabelige tidsskrift Nature. I denne analyse blev der fremført bevis for, at gruppen er søster til Massopoda inden for kladen Plateosauria.